# 新章 大阪☆春夏秋冬
新章 大阪☆春夏秋冬（しんしょうおおさかしゅんかしゅうとう）は、日本の音楽グループ。略称は新章、しゅかしゅん。所属事務所は有限会社ハッピータイム事務所。

## 略歴
初代大阪☆春夏秋冬が2022年4月30日で活動休止、新たにオーディションで選ばれたメンバーで新章 大阪☆春夏秋冬を結成。
2021年
- 12月30日、｢大阪☆春夏秋冬2nd｣としてオーディション開始。

2022年
- 4月30日、初代大阪☆春夏秋冬が活動休止。
- 5月1日、メンバーのイメージイラストを公開。
- デビュー前に風(kaze=HIME)が脱退。
- 6月6日、月(tsuki=HIME)のアー写を公開。
- 6月7日、実(minori=HIME)のアー写を公開。
- 6月8日、笑(emi=HIME)のアー写を公開。
- 6月9日、星(mona=HIME)のアー写を公開。
- 6月10日、華(madoka=HIME)のアー写を公開。
- 7月7日、OSAKA MUSEにて行われた天女〜歌い続ける僕らの唄〜でステージデビュー。
- 7月16日、Spotify O-nestにて天女〜歌い続ける僕らの唄〜を開催。
- 8月29日、｢プラチナリズム｣を配信。
- 9月30日、｢Butterfly｣を配信。
- 10月2日、公式Xで華(madoka=HIME)の脱退を発表し、4人体制となる。
- 10月13日、｢失恋イングリッシュ｣を配信。
- 12月21日、｢TENKU-SEKAI｣を配信。

2023年
- 4月26日、｢革命演奏者｣を配信。
- 7月7日、阿倍野ロックタウンにて新章 大阪☆春夏秋冬1周年ワンマンライブ 『ナナナナ』を開催。
- 7月17日、Spotify O-nestにて新章 大阪☆春夏秋冬1周年ワンマンライブ 『ナナナナ』を開催。
- 9月23日、MUSE BOXにて新章 大阪☆春夏秋冬 定期公演#1『Dance to the light』を開催。
- 11月19日、MUSE BOXにて新章 大阪☆春夏秋冬 定期公演#2『雨に涙の邪魔をされて』を開催。

2024年
- 1月6日、Spotify O-nestにて上昇気龍 〜EON×新章 大阪☆春夏秋冬 単独LIVE〜を開催。
- 1月20日、｢爆音インパクト｣を配信。
- 1月28日、MUSE BOXにて新章 大阪☆春夏秋冬 定期公演#3『真向勝負』を開催。
- 3月9日、MUSE BOXにて新章 大阪☆春夏秋冬 定期公演#4『What you gonna do』を開催。
- 3月24日、SHIBUYA CYCLONEにてKiller Tune SHIBUYA × 新章 大阪☆春夏秋冬1MAN LIVE『SHIBUYA JAXX』を開催。
- 4月29日、｢シンガロングをもう一度 2024｣を配信。
- 5月26日、MUSE BOXにて新章 大阪☆春夏秋冬 定期公演#5『MY STYLE』を開催。
- 7月7日、阿倍野ロックタウンにて新章 大阪☆春夏秋冬 2周年記念ワンマンライブ『ナナナナ』 -SEASON2-を開催。
- 7月20日、CASACOにてKANAGAWA PHOTO SESSION〜夏のデート私服撮影会〜を開催。
- 7月21日、Spotify O-nestにて新章 大阪☆春夏秋冬 2周年記念ワンマンライブ『ナナナナ』 -SEASON2-を開催。
- 8月11日、昭和の隠れ家にてOSAKA PHOTO SESSION〜夏の思い出撮影会〜を開催。
- 8月12日、MUSE BOXにて新章 大阪☆春夏秋冬 夏祭りLIVE&TALKを開催。
- 9月15日、MUSE BOXにて新章 大阪☆春夏秋冬 定期公演#6『太陽と月とピザ』を開催。
- 11月24日、MUSE BOXにて新章 大阪☆春夏秋冬 定期公演#7『mellow mellow』を開催。
- 12月24日、SHIBUYA CYCLONEにて新章 大阪☆春夏秋冬X'MAS 1MAN LIVE HOLY X'MAS NIGHTを開催。

2025年
- 1月5日、MUSE BOXにて新章 大阪☆春夏秋冬 新春無料ワンマンライブを開催。
- 2月11日、ESAKA MUSEにて新章 大阪☆春夏秋冬4都市ツアーEXCITING LIVE TOUR 2025 決起集会を開催。同日、新章 大阪☆春夏秋冬4都市ツアーEXCITING LIVE TOUR 2025 大阪公演 バンドセットワンマンライブを開催。
- 3月16日、HOP THEATREにて新章 大阪☆春夏秋冬4都市ツアー対バンイベント『EXCITING LIVE!!』を開催。同日、新章 大阪☆春夏秋冬4都市ツアーEXCITING LIVE TOUR 2025 兵庫公演を開催。
- 3月23日、ThunderSnake ATSUGIにて新章 大阪☆春夏秋冬4都市ツアー対バンイベント『EXCITING LIVE!!』を開催。同日、新章 大阪☆春夏秋冬4都市ツアーEXCITING LIVE TOUR 2025 神奈川公演 バンドセットワンマンライブを開催。
- 4月6日、SHIBUYA CYCLONEにて新章 大阪☆春夏秋冬4都市ツアー対バンイベント『EXCITING LIVE!!』を開催。同日、新章 大阪☆春夏秋冬4都市ツアーEXCITING LIVE TOUR 2025 東京公演を開催。
- 4月29日、1stアルバムをリリースするためにクラウドファンディングを開始。
- 4月30日、クラウドファンディング達成。
- 6月28日、新高円寺LOFT Xにて新章 大阪☆春夏秋冬 東京不定期公演#1 -Brave Soul-を開催。
- 7月6日、梅田BANGBOOにて新章 大阪☆春夏秋冬バンドセットワンマンライブ『ナナナナ -SEASON3-』大阪公演を開催。
- 7月12日、レンタルスタジオEloaにて新章 大阪☆春夏秋冬 私服特典会を開催。
- 7月21日、Shibuya eggmanにて新章 大阪☆春夏秋冬バンドセットワンマンライブ『ナナナナ -SEASON3-』東京公演を開催。
- 8月18日、新メンバーオーディション実施を発表。
- 9月27日、新高円寺LOFT Xにて新章 大阪☆春夏秋冬 東京不定期公演#2 -すてきな夜空-を開催予定。

## メンバー
| 名前            | 生年月日              | 血液型 | 出身地                       | メンバーカラー           | 趣味                                | 特技                                           | 備考 |
| --------------- | --------------------- | ------ | ---------------------------- | ------------------------ | ----------------------------------- | ---------------------------------------------- | ---- |
| 笑(emi=HIME)    | 2001年7月17日（24歳） | O型    | 笑顔溢れる世界               | エンジェルライムグリーン | お笑い スポーツ観戦(野球)           | 長距離走 蝉の鳴き真似 舌を180度ひっくり返せる  |      |
| 月(tsuki=HIME)  | 2001年8月1日（24歳）  | B型    | 月の世界                     | エンジェルイエロー       | ジブリ映画を観る                    | バレーボール パズルゲーム                      |      |
| 星(mona=HIME)   | 2002年5月16日（23歳） | O型    | 沢山の言語が飛び交う星の世界 | エンジェルレッド         | ゲーム ギター                       | 英語 フラダンス 話せる言語(英語･日本語･韓国語) |      |
| 実(minori=HIME) | 2002年12月6日（22歳） | B型    | 自然豊かな世界               | エンジェルブルー         | カラオケ メイク ファッション ゲーム | 絵画 ボディアート(ペイント) メイク             |      |

### 元メンバー
| 名前            | 生年月日              | 血液型 | 出身地                   | 活動期間               | 備考 |
| --------------- | --------------------- | ------ | ------------------------ | ---------------------- | ---- |
| 風(kaze=HIME)   |                       |        |                          | デビュー前に脱退       |      |
| 華(madoka=HIME) | 2002年2月27日（23歳） | O型    | 色とりどりに咲く華の世界 | 2022年7月7日 - 10月2日 |      |

## 作品

### 配信
|   | 配信日         | タイトル                    | 収録曲                         | レーベル          | 規格品番 | 備考 |
| - | -------------- | --------------------------- | ------------------------------ | ----------------- | -------- | ---- |
| 1 | 2022年8月29日  | プラチナリズム              | 1. プラチナリズム              | HappyTime Records |          |      |
| 2 | 2022年9月30日  | Butterfly                   | 1. Butterfly                   | HappyTime Records |          |      |
| 3 | 2022年10月13日 | 失恋イングリッシュ          | 1. 失恋イングリッシュ          | HappyTime Records |          |      |
| 4 | 2022年12月21日 | TENKU-SEKAI                 | 1. TENKU-SEKAI                 | HappyTime Records |          |      |
| 5 | 2023年4月26日  | 革命演奏者                  | 1. 革命演奏者                  | HappyTime Records |          |      |
| 6 | 2024年1月20日  | 爆音インパクト              | 1. 爆音インパクト              | HappyTime Records |          |      |
| 7 | 2024年4月29日  | シンガロングをもう一度 2024 | 1. シンガロングをもう一度 2024 | HappyTime Records |          |      |

### 未音源曲
- レインボーカラー(TDM ver.)
- Let you fly(TDM ver.)
- レインボーカラー(オリジナル)
- プラズマー

## 出演

### テレビ
ゲスト出演
- バキバキ☆ビート!Ⅱ（2024年8月24日 - 、サンテレビ）

### ラジオ
ゲスト出演
- radiomax（2023年6月30日 - 、エフエム滋賀） - 月(tsuki=HIME)･実(minori=HIME)のみ
- radiomax（2023年12月29日 - 、エフエム滋賀） - 笑(emi=HIME)･星(mona=HIME)のみ
- radiomax（2025年1月31日 - 、エフエム滋賀） - 笑(emi=HIME)･月(tsuki=HIME)のみ
- ONEラジ!（2025年3月6日 - 、ラジオ関西）
- YES! GIRLS TUESDAY（2025年8月5日 - 、YES-fm 78.1） - 笑(emi=HIME)･実(minori=HIME)のみ